# Rohensaas
Rohensaas (früher Rohensaß genannt) ist ein Gemeindeteil des Marktes Uehlfeld im Landkreis Neustadt an der Aisch-Bad Windsheim (Mittelfranken, Bayern). Rohensaas liegt in der Gemarkung Peppenhöchstädt.

## Geografie
Südwestlich des Dorfes liegen die Rohensaasteiche, im Nordwesten die Allerbacherweiher. Im Süden liegt das Waldgebiet Kalkofen, im Südosten das Waldgebiet Tiefe Lacke. Die Kreisstraße NEA 1/ERH 27 führt nach Peppenhöchstädt (1,4 km nordwestlich) bzw. nach Ailersbach (1,6 km nordöstlich). Eine Gemeindeverbindungsstraße führt nach Arnshöchstädt (1,3 km südlich).

## Geschichte
Der Ort wurde 1136 im Urkundenbuch des Abtes Andreas des Klosters Michelsberg als „Rohenhohstete“ erstmals erwähnt. Das Bestimmungswort rohen bedeutet rau.
Gegen Ende des 18. Jahrhunderts gab es in Rohensaas 16 Anwesen (9 Güter, 3 Halbgüter, 3 Häuser, 1 Gemeindehirtenhaus). Das Hochgericht und die Dorf- und Gemeindeherrschaft übte das brandenburg-bayreuthische Kasten- und Jurisdiktionsamt Dachsbach aus. Alle Anwesen hatte die brandenburg-bayreuthische Verwaltung Rohensaas als Grundherrn.
Von 1797 bis 1810 unterstand der Ort dem Justizamt Dachsbach und Kammeramt Neustadt. Im Rahmen des Gemeindeedikts wurde Rohensaas zunächst dem 1811 gebildeten Steuerdistrikt Kairlindach zugeordnet, 1813 dann dem neu entstandenen Steuerdistrikt und Ruralgemeinde Birnbaum. Mit dem Zweiten Gemeindeedikt (1818) wurde es der neu gebildeten Ruralgemeinde Peppenhöchstädt zugewiesen. Am 1. Januar 1972 wurde Rohensaas im Zuge der Gebietsreform in Bayern nach Uehlfeld eingemeindet.

### Bodendenkmal
- Abgegangenes Schloss, das bis 1664 den Haller von Hallerstein, danach den Kreß von Kressenstein und ab 1756 den Wurster von Creutzberg gehörte.[9]

### Einwohnerentwicklung
| Jahr      | 001818 | 001840 | 001861 | 001871 | 001885 | 001900 | 001925 | 001950 | 001961 | 001970 | 001987 | 002014 |
| Einwohner | 93     | 204    | 175    | 192    | 215    | 186    | 208    | 221    | 171    | 168    | 152    | 174    |
| Häuser    | 14     | 38     |        |        | 41     | 40     | 39     | 41     | 42     |        | 44     |        |
| Quelle    | [ 11 ] | [ 12 ] | [ 13 ] | [ 14 ] | [ 15 ] | [ 16 ] | [ 17 ] | [ 18 ] | [ 19 ] | [ 20 ] | [ 21 ] | [ 1 ]  |

## Religion
Der Ort ist seit der Reformation evangelisch-lutherisch geprägt und bis heute nach St. Jakob (Uehlfeld) gepfarrt. Die Einwohner römisch-katholischer Konfession sind nach St. Vitus (Sterpersdorf) gepfarrt.